# Rhododrilus minimus
Rhododrilus minimus är en ringmaskart som beskrevs av Lee 1952. Rhododrilus minimus ingår i släktet Rhododrilus och familjen Acanthodrilidae. Inga underarter finns listade i Catalogue of Life.